# Tamás Molnár
Tamás Molnár (Seghedino, 2 agosto 1975) è un ex pallanuotista ungherese, vincitore di tre medaglie d'oro ai giochi olimpici di Sydney 2000, Atene 2004 e Pechino 2008.
Nel 2015 è stato inserito nella International Swimming Hall of Fame. 

## Biografia
Ha vinto tre Coppe d'Ungheria con lo Szeged, una Coppa LEN con l'Ujpest, sei campionati, una Coppa d'Ungheria, una Coppa dei Campioni ed una Supercoppa LEN con l'Honved, un campionato ed una Coppa serbo-montenegrina con il Becej, un campionato croato ed una Coppa LEN con lo Jug Dubrovnik, tre Coppe d'Ungheria, una Tom Hoad Cup e una Coppa LEN con lo Szeged. Ha giocato anche nella Summer League maltese, vestendo la calottina del Neptunes. Nel 2022 è membro del Comitato LEN. Dal 2024 è presidente del comitato tecnico di pallanuoto della World Aquatics.

## Palmarès

### Nazionale
- Olimpiadi

Sydney 2000: 
Atene 2004: 
Pechino 2008: 
- Mondiali

Perth 1998: 
Barcellona 2003: 
Montréal 2005: 
Melbourne 2007: 
- Europei

Siviglia 1997: 
Firenze 1999: 
Budapest 2001: 
Kranj 2003: 
Belgrado 2006: 
Málaga 2008: 
- Coppa del Mondo

Atene 1997: 
Sydney 1999: 
Belgrado 2002: 
Budapest 2006: 
- World League

Patrasso 2002: 
New York 2003: 
Long Beach 2004: 